# Snoqualmie Pass
Snoqualmie Pass är ett bergspass i Kaskadbergen i delstaten Washington i nordvästra USA. I passet löper Interstate 90 (I-90).

### Webbkällor
- ”Feature Detail Report for: Snoqualmie Pass”. Geographic Names Information System. United States Geological Survey. https://geonames.usgs.gov/apex/f?p=GNISPQ:3:::NO::P3_FID:1526020. Läst 25 september 2020.
- ”Snoqualmie Pass, Washington (457781): Period of Record Monthly Climate Summary”. Western Regional Climate Center. https://wrcc.dri.edu/cgi-bin/cliMAIN.pl?wa7781. Läst 25 september 2020.